# 满洲皮革
满洲皮革株式会社是曾位于满洲国奉天市的一家主要生产鞣制皮革毛皮、皮鞋及皮件装置的产业会社，其旧址位于中国辽宁省沈阳市铁西区北二西路26号。工厂建筑现已无存。

## 历史
1934年7月，满洲皮革兴业株式会社在奉天成立，资本金300万元。1935年5月厂区动工，11月投产，1936年4月产品上市。因与中国民间资本竞争不利，初期业绩不佳，1936年改称满洲皮革株式会社，减资至100万元。产品主要为鞋底用皮革、军用牛皮、军用防寒被服用毛皮等。1936年时有男工41人，女工6人:91。初期原料主要来自华北和朝鲜。1937年，《满洲产业开发五年计划》实施，1938年，满洲国依照日本的统制经济国策，颁布《毛皮皮革类统制法》，此后满洲皮革业绩大振。统制经济时代，原料主要来自满洲国内，主要是通辽县。1942年时资本金为200万元。:132
1944年5月2日，工厂设有奉天俘虏收容所第一派遣所并接受150名战俘从事皮革生产劳动。二战结束后，工厂改为沈阳被服厂总厂制革厂。